# 髪がかり
『髪がかり』（かみがかり）は、2008年公開の日本映画。
不思議な散髪屋に出会った人々のファンタジーな物語を綴った山本甲士の連作短編集「わらの人」(文藝春秋刊)を基に映画化。

## 出演
- 女理容師：夏木マリ
- 沙紀：野波麻帆
- 俊介：加藤和樹
- かえで：宮地真緒
- 金子さやか
- 高瀬友規菜
- 中島陽子
- 三村恭代
- 土肥美緒
- 鶴岡修
- 米山善吉
- 堀内正美
- 山崎一
- ミュージシャン：松本タカシ

## スタッフ
- 原作：山本甲士「わらの人」文藝春秋刊
- 脚本：右田昌万、河崎実
- 製作：三宅容介
- 企画：伊藤秀裕
- 企画協力：文藝春秋
- プロデューサー：男全修二、大塚玲美
- ラインプロデューサー：野村ノブヨ
- キャスティングプロデューサー：北田由利子
- 音楽：坂本竜太
- 音楽協力：増沢正康
- 主題歌：スガシカオ「午後のパレード」
- 助監督：松岡孝典
- 撮影：長野泰隆
- 照明：安部力
- 録音：梅原淑行
- 美術：塩田仁
- 制作担当：堀田剛史
- ポストプロデューサー：山田宏幸
- 制作協力：サムシングクリエイション
- 制作：エクセレントフィルム
- 製作：ポニーキャニオン